# Le Fayel
Le Fayel is een gemeente in het Franse departement Oise (regio Hauts-de-France) en telt 225 inwoners (2005). De plaats maakt deel uit van het arrondissement Compiègne.

## Geografie
De oppervlakte van Le Fayel bedraagt 2,6 km², de bevolkingsdichtheid is 86,5 inwoners per km².
De onderstaande kaart toont de ligging van Le Fayel met de belangrijkste infrastructuur en aangrenzende gemeenten.

## Demografie
Onderstaande figuur toont het verloop van het inwonertal (bron: INSEE-tellingen).